# Eric Christiansen
Eric Christiansen (født 4. januar 1910 i København, død 30. december 1969 på Frederiksberg) var en dansk komponist og pianist, der komponerede musik til bl.a. danske film og til Dansk Melodi Grand Prix).
Før Erik Christiansen begyndte at komponere selv, var han i perioden 1929-1939 pianist i Eli Donde's Band. Blandt hans populæreste kompositioner er sangene "Hver gang du ser et stjerneskud" og "Jeg sanger en syng". Derudover er han manden bag "Når der kommer en båd med bananer" fra Fælledrevyen 1945, der også bl.a. spilles tv-serien Matador. Flere af hans kompositioner fik også skrevet en svensk tekst og blev udgivet i Sverige.
I 1944 skrev han sammen med Vilfred Kjær musik til tegnefilmen Fyrtøjet, der var den første europæiske tegnefilm i spillefilmslængde. I 1950'erne og 1960'erne skrev han en række af deltagersangene til Dansk Melodi Grand Prix, heriblandt 3 af de 6 sange, der deltog i Dansk Melodi Grand Prix 1958, hans sang nåede dog aldrig at vinde konkurrencen. 
I 1968 skrev han, året inden sin død, sammen med bl.a. Bent Fabricius-Bjerre musikken til filmen I den grønne skov.